# Liste des chapitres de Naruto (2e partie)
Pour le début de cette liste, voir Liste des chapitres de Naruto (1re partie).
Cet article est un complément de l'article sur le manga Naruto. Il contient la liste des volumes du manga parus en presse du tome 41 au tome 72, avec les chapitres qu’ils contiennent. Il fait suite à Liste des chapitres de Naruto (1re partie).
Les chapitres sont originellement numérotés sous la forme d'une trace de patte suivi du numéro de chapitre. Les couvertures des tomes représentent généralement un ou plusieurs personnages sur un fond blanc, Naruto se trouvant sur pratiquement toutes.

## Volumes reliés

### Tomes 41 à 50
| no | Japonais        | Japonais          | Français         | Français          |
| no | Date de sortie  | ISBN              | Date de sortie   | ISBN              |
| --- | --------------- | ----------------- | ---------------- | ----------------- |
| 41 | 4 février 2008  | 978-4-08-874472-8 | 17 avril 2009    | 978-2-5050-0558-2 |
| Titre du volume : Le Choix de Jiraya !! (自来也の選択‼, Jiraiya no sentaku!!) Personnage en couverture : Naruto, AkatsukiListe des chapitres : - Ch. 370 : Mauvais Pressentiment (胸騒ぎ, Munasawagi) - Ch. 371 : Vieille Connaissance… !! (旧知…‼, Kyūchi…!!) - Ch. 372 : Le Pays en larmes (泣いている国‼, Naiteiru kuni!!) - Ch. 373 : À l’époque de l'apprentissage… !! (師弟時代…‼, Shitei jidai…!!) - Ch. 374 : Vers le statut de dieu !! (神への成長‼, Kami e no seichō!!) - Ch. 375 : Les Deux Ermites… !! (二大仙人…‼, Ni daisen'nin…!!) - Ch. 376 : L’Enfant de la prophétie (予言の子‼, Yogen no ko!!) - Ch. 377 : Mode "ermite" !! (仙人モード‼, Sen'nin mōdo!!) - Ch. 378 : Un contre un… !! (一対一‼, Ittai'ichi!!) - Ch. 379 : Le Choix de Jiraya !! (自来也の選択‼, Jiraiya no sentaku!!) |                 |                   |                  |                   |
| Jiraya continue l'interrogatoire du ninja d’Ame afin d'en savoir plus sur leur leader Pain, chef d’Akatsuki. Ne pouvant plus rien tirer de sa victime, il régurgite Gerotora le crapaud gardien de la clé du sceau de Naruto au cas où quelque chose lui arrive. Jiraya a la prémonition que Madara Uchiwa est toujours vivant et que c’est lui qui a utilisé Kyûbi pour détruire Konoha seize années auparavant. Pendant ce temps, Naruto retrouve la trace de Sasuke grâce à ses clones et se lance à sa poursuite avec ses compagnons. Jiraya se camoufle dans l’ombre du ninja d’Ame et le contrôle pour partir à la recherche de Pain, mais est repéré par Konan qui le reconnaît et avertit Pain avant de partir pour l’attaquer ; Jiraya reconnaît son ancienne élève et la félicite pour ses techniques. Prenant l’apparence d’un ange, Konan attaque à nouveau ; après l’avoir contrée, Jiraya se remémore ses trois élèves qu’il pensait morts, Konan, Nagato et Yahiko, des orphelins de guerre rencontrés au Pays de la Pluie à qui il a enseigné le ninjutsu. À l’occasion d’un accident, Jiraya avait découvert que Nagato possédait le Rinnegan. Chikushodô, le corps de Pain qui utilise les invocations arrive et Jiraya reconnaît le Rinnegan dans ses yeux, sans reconnaître pour autant le physique de Nagato. Chikushodô attaque Jiraya avec un crabe géant crachant des bulles ; ce dernier s’en défait, bloque son adversaire et l’interroge. Il s’aperçoit que Pain se prend pour une divinité et que son but est d’établir la paix par la souffrance en créant une arme ultime avec les démons à queues et en la prêtant aux grands pays, et tente alors de le tuer, mais Chikushodô utilise une substitution pour s’échapper, invoque un caméléon géant pouvant devenir invisible par mimétisme et se cache dans sa bouche ; Jiraya invoque Gamaken afin de gagner du temps pour passer en « mode ermite ». Alors qu’il doit faire face à diverses invocations géantes, Jiraya se demande pourquoi Nagato, capable d’utiliser les six formes élémentaires de chakra et de maîtrise toutes les techniques n’utilise que les invocations. Il parvient finalement à passer en mode ermite et à invoquer Fukasaku et Shima. Jiraya explique la situation aux deux grands ermites du Mont Myôboku ; Shima repère le caméléon et l’attrape, tandis que Fukusaku le coupe en deux. Jiraya se remémore la prophétie que lui a faite l’Oogama Sennin dans sa jeunesse : un de ses élèves sera l’enfant destiné à établir la paix dans le monde et Jiraya devra le guider dans cette voie, ayant à faire un jour un choix difficile ; il se demande si Nagato est cet élu et si l’heure de son choix est venue. Chikûshodo invoque Ningendô et Gakidô ; tous deux ont également le Rinnegan… Jiraya et les deux crapauds s’aperçoivent que Gakidô est capable d’absorber tous les ninjutsu et que les trois corps partagent leur vision, l’utilisant pour parer les coups de taijutsu ; s’interrogeant sur le secret de Pain et cherchant une stratégie, ils se retranchent dans les tuyaux ; dans l’impossibilité d’utiliser le ninjutsu et le taijutsu, les crapauds décident d’utiliser un chant de crapaud faisant office de genjutsu puissant. Pour lui laisser le temps d’agir, Jiraya attaque frontalement les trois corps qui finissent piégés dans l’illusion et les transperce. Pensant avoir vaincu son adversaire, Jiraya s’en retourne mais subit une attaque par derrière qui lui arrache le bras gauche ; il fait maintenant face aux six corps de Pain et reconnaît Yahiko parmi eux. |                 |                   |                  |                   |
| 42 | 2 mai 2008      | 978-4-08-874512-1 | 3 juillet 2009   | 978-2-5050-0599-5 |
| Titre du volume : Le Secret du Kaléidoscope Hypnotique… !! (万華鏡の秘密…‼, Mangekyō no himitsu…!!) Personnage en couverture : Naruto, JirayaListe des chapitres : - Ch. 380 : Reliquat… !! (その面影…‼, Sono omokage…!!) - Ch. 381 : L’Identité de Pain… !! (その正体…‼, Sono shōtai…!!) - Ch. 382 : Le Véritable Choix !! (本当の選択‼, Hontō no sentaku!!) - Ch. 383 : Dénouement… !! (最終章、そし て…‼, Saishūshō, soshite…!!) - Ch. 384 : Deux Chemins… (二つの道…, Futatsu no michi…) - Ch. 385 : Le Secret du Kaléidoscope Hypnotique… !! (万華鏡の秘密…‼, Mangekyō no himitsu…!!) - Ch. 386 : Le Retour de la lumière… !! (新たな光…‼, Aratana hikari…!!) - Ch. 387 : Réalité… !! (現実…‼, Genjitsu…!!) - Ch. 388 : Différence de force… !! (力の差…‼, Chikara no sa…!!) - Ch. 389 : Retournement !! (サスケの流れ！, Sasuke no nagare!) |                 |                   |                  |                   |
| Alors que Jiraya reprend l’affrontement face aux six corps de Pain ; à Konoha, Tsunade s’inquiète pour Jiraya. Pendant ce temps, Sasuke et ses trois compagnons se dirigent vers le repaire des Uchiwa, mais Kisame leur barre la route et leur annonce qu’Itachi préfère rencontrer son frère en tête à tête. Sasuke va seul à la rencontre d’Itachi ; pour faire passer le temps, Suigetsu affronte Kisame. Alors que Naruto et ses amis sont retenus par Madara, la confrontation entre les deux frères débute. Jiraya réussit à piéger un des corps de Pain et continue à s’interroger sur la nature de ce dernier ; il reconnaît dans le corps piégé un ninja du clan Fûma qu’il avait combattu par le passé. Shima part fournir le corps piégé et les informations récoltées à Tsunade tandis que Jiraya retourne au combat avec Fukasaku pour découvrir le secret de Pain. Reconnaissant dans les six corps des ninjas qu’il a rencontré autrefois, il perce le secret de son adversaire au moment où il se fait broyer la gorge par Gakidô. Alors qu’il est en train de mourir, sans pouvoir passer l’information à Fukasaku, il se remémore tous ses échecs passés, mais pensant à Naruto dont il a donné le nom et qu’il a formé, il retrouve un sursaut de vie et grave sur le dos de Fukasaku un code indiquant qui est Pain. L’ermite crapaud disparaît tandis que Jiraya s’enfonce dans l’eau en pensant au titre d’un prochain livre : « La légende de Naruto Uzumaki ». Zetsu qui a regardé le combat décide d’aller observer celui entre Sasuke et Itachi tandis que Pain se prépare à aller chercher Naruto. Sasuke et Itachi commencent leur combat par une série d’illusions. Sasuke aimerait savoir qui est le troisième survivant des Uchiwa, possédant le « Kaléidoscope hypnotique du Sharingan », pensant qu’il a aidé Itachi à supprimer le reste du clan Uchiwa. Itachi lui révèle qu’il s’agit de Madara, son complice et maître, seul homme à avoir découvert le secret ultime du Sharingan l’ayant rendu invincible et immortel : dans sa jeunesse, il a volé les yeux de son frère, ayant également développé le Kaléidoscope hypnotique du Sharingan, et découvert le « Kaléidoscope hypnotique éternel du Sharingan ». À la tête du clan Uchiwa et s’alliant au clan Senju de la forêt, ils ont fondé Konoha. Après une dispute avec le premier Hokage Hashirama Senju, il a quitté Konoha et fondé Akatsuki. Itachi explique à Sasuke qu’il l’a laissé en vie pour pouvoir obtenir un jour ses yeux, et lui donne l’illusion qu’il les lui arrache, mais Sasuke parvient à briser le genjutsu en combinant son Sharingan à la puissance du sceau maudit d’Orochimaru ; les deux frères commencent alors un duel de ninjutsu. Pour surpasser la boule de feu de Sasuke, Itachi utilise la « Lumière céleste ». |                 |                   |                  |                   |
| 43 | 4 août 2008     | 978-4-08-874552-7 | 21 août 2009     | 978-2-5050-0670-1 |
| Titre du volume : Celui qui sait (真実を知る者, Shinjitsu wo shiru mono) Personnage en couverture : Itachi, SasukeListe des chapitres : - Ch. 390 : La Dernière Technique… !! (最後の術…‼, Saigo no jutsu…!!) - Ch. 391 : Grondement de tonnerre… !! (雷鳴と共に…‼, Raimei to tomo ni…!!) - Ch. 392 : Susanô… !! (須佐能乎…‼, Susanō…!!) - Ch. 393 : Mes yeux… !! (オレの眼…‼, Ore no me…!!) - Ch. 394 : La Victoire de Sasuke (サスケの勝利, Sasuke no shōri) - Ch. 395 : Le Mystère de Tobi (トビの謎, Tobi no nazo) - Ch. 396 : Présentations (自己紹介, Jikoshōkai) - Ch. 397 : Celui qui sait (真実を知る者, Shinjitsu wo shiru mono) - Ch. 398 : Le Konoha des premiers temps (木ノ葉のはじまり, Konoha no hajimari) - Ch. 399 : Au commencement !! (すべての始まり‼, Subete no hajimari!!) - Ch. 400 : En enfer (地獄の中で, Jigoku no naka de) - Ch. 401 : Illusion (幻術, Maboroshi) - Ch. 402 : Dernières Paroles (最後の言葉, Saigo no kotoba) |                 |                   |                  |                   |
| Itachi touche Sasuke avec sa « Lumière céleste », et pensant avoir gagné, arrête les flammes pour protéger les yeux qu’il veut récupérer. Sasuke utilise une technique d’Orochimaru pour se protéger et passer à l’étage inférieur par une faille du plafond. Itachi subit le contrecoup de sa technique, tandis que Sasuke envoie des boules de feu vers le haut, traversant les deux plafonds et atteignant l’extérieur. Itachi évite l’attaque et les deux frères jaugent leur chakra : ils sont tous les deux presque à bout. La dernière attaque de Sasuke avait pour but de réchauffer l’air pour créer une atmosphère orageuse ; il dévoile alors à Itachi sa technique ultime, « La girafe » : il condense les éclairs du ciel sous la forme d’un qilin qu’il projette sur son frère. Ce dernier révèle alors sa technique ultime de défense, « Susanô », une invocation qui l’entoure et lui procure une protection absolue. À court de chakra, Sasuke laisse sortir Orochimaru sous la forme d’un serpent blanc géant à huit têtes et huit queues, « Yamata no Orochi ». L’invocation d’Itachi matérialise une épée et coupe sept des têtes du serpent ; Orochimaru sort de la dernière, mais se fait immédiatement transpercer et sceller par l’épée de Tosuka. Itachi s’approche alors de Sasuke pour lui prendre ses yeux ; ce dernier tente quelques attaques avec des parchemins explosifs, en vain : « Susanô » protège toujours Itachi. ce dernier parvient au niveau de Sasuke, lui touche le font et s’écroule mort ; épuisé, Sasuke s’évanouit à côté de lui. Pendant ce temps, les ninjas de Konoha continent de combattre Tobi sans parvenir à le toucher. Même complètement entouré par les insectes de Shino, le membre d’Akatsuki parvient à se dégager ; Kakashi comprend alors que Tobi utilise une technique maniant l’espace-temps pour se téléreporter. Zetsu apparaît et annonce que le combat entre Sasuke et Itachi est terminé au bénéfice de Sasuke ; les deux membres d’Akatsuki disparaissent pour aller chercher ce dernier. Kakashi et Hinata repèrent de loin l’endroit du combat, et tous s’y dirigent ; ils arrivent trop tard. À son réveil, Sasuke voit Tobi qui lui explique l’avoir soigné ; il se présente comme étant celui qui connaît la vérité à propos d’Itachi et commence à enlever son masque. Dès que Sasuke voit le Sharingan de Tobi, son œil prend la forme du « Kaléidoscope hypnotique » d’Itachi, et la « Lumière céleste », implantée en Sasuke pour le protéger de Madara Uchiwa, attaque Tobi qui parvient néanmoins à échapper aux flammes noires. Il se présente alors comme Madara et explique à Sasuke que son jugement sur son frère était complètement faussé ; le but de ce dernier était de protéger le monde ninja, son village et par-dessus tout son petit frère. En entendant ça, Sasuke s’évanouit à nouveau ; lorsqu’il reprend ses esprits, il se rend compte que Madara l’a attaché pour le forcer à l’écouter. Madara lui révèle alors qu’Itachi a tué tous les siens sur ordre de Konoha ; il raconte à Sasuke l’histoire de la fondation du village, car le sacrifice d’Itachi prend ses racines dans le passé. Quatre-vingt ans auparavant, le monde ninja n’était que guerres ; les ninjas, rassemblés en clans, étaient utilisés par les divers pays pour le combat ; deux clans prédominaient, le clan Uchiwa et le clan Senju. À cette époque, afin de devenir plus fort, Madara a tué son meilleur ami et son frère ; son ennemi héréditaire et l’homme qu’il admirait le plus était Hashirama Senju, le futur 1er Hokage, l’homme reconnu alors comme le ninja le plus puissant. Les deux clans se combattaient sans cesse, étant opposés systématiquement sur l’échiquier militaire de l’époque, jusqu’à ce qu’une trêve soit proposée par les Senju ; comme les deux clans étaient exténués par le combat sans fin et un grand nombre de morts, ils avaient atteint leurs limites et la trêve fut acceptée, malgré l’opposition de Madara qui pensait qu’ils ne pourraient jamais s’entendre. Ils fondèrent Konoha et firent alliance avec le Pays du Feu, initiant le système de villages cachés et instaurant une paix temporaire. Peu de temps après, une dispute éclata pour la place de chef du village ; Hashimara fut choisi. Ne pouvant convaincre son clan de s’opposer à ce choix, Madara quitta le village et combattit le 1er Hokage dans la Vallée de la Fin où il fut vaincu et oublié. Afin d’être sûr qu’aucun autre Uchiwa n’ait envie de se rebeller, Tobirama Senju, le 2e Hokage donna au clan Uchiwa la fonction de police du village, le but réel étant de pouvoir les surveiller étroitement. Alors que le temps passait, les Senju maintenaient leur suprématie. De nombreuses années plus tard, survint l’attaque de Konoha par Kyûbi. Comme le pouvoir des Uchiwa était la seule chose capable de contrôler le démon, les têtes pensantes de Konoha suspectèrent le clan et reléguèrent les membres dans un quartier isolé du village, malgré l’opposition du 3e Hokage. Cette ségrégation provoqua des rancœurs, et le clan Uchiwa trama un coup d’État, avec à leur tête le père de Sasuke, Fugaku ; mais les notables de Konoha implantèrent un espion pour les déjouer ; Itachi fut choisi. Ce dernier, envoyé dans les ANBU par son père pour espionner ce qui se passait à la tête du village, dut alors jouer un rôle d’agent double qui fit de sa vie un enfer. Itachi accepta cependant ce rôle, car la guerre l’avait traumatisé dans son enfance, faisant de lui un être pacifique et détestant les conflits. Mettant la stabilité du village en priorité, il accepta la mission secrète qui lui était donnée d’annihiler le clan Uchiwa, car une guerre civile menée par celui-ci aurait abouti à un grand affaiblissement du village, et pu provoquer une grande guerre avec les autres villages. Itachi alla alors trouver Madara et lui offrit la possibilité de se venger des Uchiwa contre la promesse de ne pas toucher au reste du village, et malgré la volonté du 3e Hokage d’arriver à un arrangement avec les Uchiwa, le massacre fut fait. Cependant, Itachi ne pouvait se résoudre à tuer son petit frère, et avant de quitter le village, il demanda au 3e Hokage de le protéger des autres notables et de lui cacher la vérité, et menaça Danzô de révéler les secrets de Konoha s’il touchait à Sasuke ; il s’assura également que ce dernier concentre sa haine sur lui pour devenir plus fort. Plus tard, il rejoint Akatsuki en tant qu’espion pour le compte de Konoha et planifia le dernier combat contre Sasuke afin de mourir de ses mains pour qu’il gagne le « Kaléidoscope hypnotique éternel du Sharingan », le poussant dans ses limites pour le débarrasser d’Orochimaru. Il voulait mourir en traître et criminel pour que Sasuke soit ensuite accueilli en héros au village. Rassemblant ses souvenirs, Sasuke finit par convenir que la version de Madara est crédible ; il se souvient de la gentillesse de son grand frère à son égard et de son sourire au moment de sa mort. Il change le nom et le but de son équipe ; Hebi devient Taka, et sa mission est de détruire Konoha pour venger Itachi et le clan Uchiwa. Sasuke est parvenu à développer son propre « Kaléidoscope hypnotique ». |                 |                   |                  |                   |
| 44 | 4 novembre 2008 | 978-4-08-874589-3 | 23 octobre 2009  | 978-2-5050-0711-1 |
| 'Titre du volume : 'Traditions d'ermite… !! (仙術伝承…‼, Senjutsu denshō…!!) Personnage en couverture : Naruto, Gamakichi, GamatatsuListe des chapitres : - Ch. 403 : Larmes (涙, Namida) - Ch. 404 : « Le Faucon » et « Akatsuki » (❝鷹❞と❝暁❞, "Taka" to "Akatsuki") - Ch. 405 : Ceux qui restent (遺されたもの, Nokosaretamono) - Ch. 406 : La Clé du futur (未来への鍵, Mirai e no kagi) - Ch. 407 : À l’attention de Naruto (ナルトに宛てて, Naruto ni atete) - Ch. 408 : La Proposition de Fukasaku (フカサクの提案, Fukasaku no teian) - Ch. 409 : Traditions d’ermite (仙術伝承‼, Senjutsu denshō!) - Ch. 410 : La Bataille du col d’Unraï !! (雲雷峡の闘い‼, Unraikyō no tatakai!!) - Ch. 411 : Hachibi contre Sasuke !! (八尾ＶＳサスケ‼, Hachibi bui esu Sasuke!!) - Ch. 412 : Frissons inouïs (かつてない戦慄, Katsutenai senritsu) |                 |                   |                  |                   |
| Naruto se remémore une discussion avec Itachi lorsqu’il était à la poursuite de Sasuke : Itachi lui demande pourquoi il veut tant chercher Sasuke et Naruto lui répond qu’il se considère comme son frère et veut le protéger, tout en protégeant Konoha ; Itachi lui donne un pouvoir pour l’aider sous la forme d’un corbeau rentrant par la bouche de Naruto. De son côté, Sasuke se souvient d’un détail qui lui avait échappé la nuit où le clan Uchiwa a été annihilé : Itachi pleurait en partant ; il comprend que Madara disait la vérité et décide de faire revivre le clan Uchiwa à sa manière sans se transplanter les yeux de son frère qui avait une autre vision. Madara dévoile sa véritable identité à Kisame qui le reconnaît en tant que Mizukage. Les membres de l'Akatsuki et l'équipe de Taka organisent une réunion et Madara confie comme mission à l'équipe de Sasuke de capturer Killer Bee, l'hôte d'Hachibi ; il leur promet en échange la puissance d’un des démons à queues. Madara demande parallèlement à Pain et Konan de partir pour Konoha capturer Naruto. Sasuke et son équipe rentrent au Pays de la Foudre pour chercher Killer Bee. Pendant ce temps, à Konoha, Naruto est convoqué par Tsunade et apprend de l’ermite Fukasaku la mort de son maître Jiraya ; le vieil ermite montre le code que Jiraya a laissé gravé dans son dos. Naruto, en colère, reproche à Tsunade d’avoir laissé Jiraya partir au village d’Ame et s'en va, écrasé par le chagrin ; Iruka le trouve et lui remonte un peu le moral. Les élites du village de Konoha commence à analyser les indices raportés du combat de Jiraya : le corps de Pain capturé et surtout le message codé qui a été confié à Shikamaru, mais celui-ci résiste à tout le monde. Shikamaru va voir Naruto pour lui demander ce qu’il en pense et le trouve amorphe ; il l’emmène voir Kurenaï enceinte pour lui expliquer qu’ils sont maintenant la génération responsable et qu’ils vont devoir protéger Konoha et ses enfants. Naruto décide de l’aider, et grâce à lui, ils parviennent à trouver la clé du code basée sur un des livres de Jiraya ; celui-ci dit « Il n'existe pas réellement ». Malgré le message décodé, Fukusaku ne parvient pas à résoudre le mystère de Pain et Naruto veut aller venger Jiraya. Le vieil ermite crapaud lui propose de venir avec lui pour apprendre l’art ermite car il n’a pour le moment aucune chance de vaincre cet adversaire ; Naruto accepte et ils partent au Mont Myôboku par invocation inversée. Après avoir eu un aperçu de la nourriture locale à base d’insectes, Naruto se fait expliquer le principe du Senjutsu et Fukusaku lui fait une démonstration de la force que l’énergie naturelle procure. Pour apprendre à la maîtriser, Naruto doit atteindre l’immobilité parfaite et une fusion avec la nature afin de laisser le flot d’énergie naturelle se canaliser en lui. Une huile spéciale va l’aider pour le début de son entraînement, mais Fukusaku doit veiller à lui éviter de se transformer en crapaud de pierre en engrangant trop d’énergie, le frappant d’un bâton qui l’absorbe. Naruto décide d’utiliser deux clones pour apprendre plus vite. Pendant ce temps, Sasuke et son équipe ont trouvé Killer Bee et l’affrontement commence ; ils sont interloqués par l’excentricité de leur adversaire qui combat en faisant du mauvais rap, mais dont la puissance les dépasse : bretteur hors pair, Bee renforce ses sept lames de raiton et parvient à blesser mortellement Sasuke qui doit être soigné par Karin. Ses adversaires étant tenaces, Bee décide d’utiliser le chakra de son démon pour terminer le combat. |                 |                   |                  |                   |
| 45 | 4 février 2009  | 978-4-08-874627-2 | 4 décembre 2009  | 978-2-5050-0754-8 |
| Titre du volume : Konoha, théâtre de guerre !! (戦場、木ノ葉‼, Senjō, Konoha!!) Personnage en couverture : Naruto, Fukasaku, Pain, RinneganListe des chapitres : - Ch. 413 : Effondrement (崩落, Hōraku) - Ch. 414 : Le Taureau déchaîné (暴れ牛, Abare ushi) - Ch. 415 : De nouveaux pouvoirs !! (新しき力‼, Atarashiki chikara!!) - Ch. 416 : Récits héroïques d’ermites shinobis (ド根性忍伝, Dokonjō ninden) - Ch. 417 : Le Raikage entre en action !! (雷影、動く‼, Raikage, ugoku!!) - Ch. 418 : Naruto, l’ermite (仙人ナルト‼, Sen'nin Naruto!!) - Ch. 419 : Le Raid !! (襲来‼, Shūrai!!) - Ch. 420 : Konoha, théâtre de guerre !! (戦場、木ノ葉‼, Senjō, Konoha!!) - Ch. 421 : Rappelez Naruto !! (ナルトを呼び戻せ‼, Naruto wo yobimodose) - Ch. 422 : Kakashi vs Pain !! (カカシＶＳペイン‼, Kakashi bui esu Pain!!) |                 |                   |                  |                   |
| 46 | 1er mai 2009    | 978-4-08-874663-0 | 15 janvier 2010  | 978-2-5050-0788-3 |
| Titre du volume : Le Retour de Naruto !! (ナルト帰還‼, Naruto kikan!!) Personnage en couverture : Naruto, Tendô, KakashiListe des chapitres : - Ch. 423 : Pouvoirs surnaturels !! (天道の能力‼, Tendō no nōryoku!!) - Ch. 424 : La Décision !! (決断‼, Ketsudan!!) - Ch. 425 : Kakashi Hatake (はたけカカシ, Hatake Kakashi) - Ch. 426 : Naruto et Konoha !! (ナルトと木ノ葉‼, Naruto to Konoha!!) - Ch. 427 : Retrouvailles (再会, Saikai) - Ch. 428 : L’Entretien !! (対談‼, Taidan!!) - Ch. 429 : Souffrance (傷みを, Itami wo) - Ch. 430 : Le Retour de Naruto !! (ナルト帰還‼, Naruto kikan!!) - Ch. 431 : L’Éruption Naruto !! (ナルト大噴火‼, Naruto daifunka!!) - Ch. 432 : L’Orbe Shuriken, revisité !! (螺旋手裏剣再び‼, Rasenshuriken futatabi!!) |                 |                   |                  |                   |
| 47 | 4 août 2009     | 978-4-08-874711-8 | 5 mars 2010      | 978-2-5050-0869-9 |
| Titre du volume : Le Sceau brisé !! (封印破壊‼, Fūin hakai!!) Personnages en couverture : Minato de dos, les yeux Naruto-Kyûbi en arrière-plan, Naruto Kyûbi six queues au premier planListe des chapitres : - Ch. 433 : L’Échec du Senjutsu…?! (仙術失敗…⁉, Senjutsu shippai…!?) - Ch. 434 : Naruto vs Tendô !! (ナルトＶＳ天道‼, Naruto bui esu Tendō!!) - Ch. 435 : Attraction Céleste (万象天引, Banshō Ten'in) - Ch. 436 : Paix (平和, Heiwa) - Ch. 437 : Déclaration (告白, Kokuhaku) - Ch. 438 : Le Sceau brisé !! (封印破壊‼, Fūin hakai!!) - Ch. 439 : Naissance de l’Astre divin (地爆天星, Chibaku Tensei) - Ch. 440 : Conversation avec Hokage le 4e !! (四代目との会話‼, Yondaime to no kaiwa!!) - Ch. 441 : Orbe Shuriken contre Répulsion Céleste !! (螺旋手裏剣ＶＳ神羅天 征‼, Rasenshuriken bui esu Shinra Tensei!!) - Ch. 442 : Le Dernier Pari !! (最後の賭け‼, Saigo no kake!!) |                 |                   |                  |                   |
| Naruto a épuisé tout son chakra d’ermite et Tendô en profite pour passer à l'attaque. Fukasaku invoque un clone de Naruto du Mont Myôboku afin de récupérer l’énergie naturelle accumulée, ce qui permet à Naruto de se débarrasser de Jigokudô. Retrouvant ses pouvoirs d’attraction et répulsion, Tendô l’utilise sur Naruto et les crapauds Gamabunta, Gamaken et Gamahiro. Il parvient à attirer Naruto et à le coincer avec Gakidô afin d’aspirer son chakra pendant que Fukasaku et Shima préparent un genjutsu ; ayant trop absorbé de chakra d’ermite, Gakidô se transforme en crapaud de pierre. Tendô attire alors Fukasaku, et le tue en le transperçant, puis coince Naruto à terre en lui transperçant les mains. Pendant ce temps, Inoichi, Shikaku, Ino, Shikamaru et Shiho tentent de rassembler leurs informations sur Pain. Inoichi comprend que les corps composant ce dernier ne sont que des cadavres contrôlés par un ninja qui se cache dans l'ombre. Ils décident de rechercher le ninja en question, supposément caché dans un endroit en hauteur à proximité de l’emplacement de Konoha. L’équipe de Gaï Maito, rentrant d’une mission croise Gamabunta blessé… Pain explique sa vision de la paix à Naruto : il pense que c'est ce n’est qu’en faisant souffrir le monde que la paix peut exister, mais Naruto refuse sa conception. C'est alors qu'Hinata décide d'intervenir pour sauver Naruto. Elle déclare son admiration et ses sentiments pour Naruto puis se lance dans le combat, mais Tendô la repousse avec la Répulsion Céleste et la poignarde sous les yeux de Naruto. Fou de rage, ce dernier libère le chakra de Kyûbi sous la forme d'un démon à six queues et perd tout contrôle. Ne parvenant pas à prendre l’ascendant sur le bijū, Tendô utilise sa technique de « Naissance de l'astre divin » enfermant Naruto-Kyûbi dans une petite lune en altitude attirant une grande quantité de matière. Après avoir sorti deux queues de plus, Kyûbi demande à Naruto dans son subconscient d'enlever le sceau qui le retient ; alors que le jeune ninja s’apprête à s’exécuter, le 4e Hokage apparaît et l'en empêche. Naruto apprend alors que ce dernier est son père et est très ému de le rencontrer, bien que plein de rancœur envers lui pour le fait de lui avoir imposé Kyûbi. Minato explique à son fils qu'il a scellé le démon en lui car il savait qu’il serait capable de maîtriser ce pouvoir. Il lui raconte également que Tobi était à l'origine de l'attaque du village par Kyûbi seize ans auparavant et qu’il devait protéger durablement Konoha du démon avant de mourir. Après avoir réparé le sceau, Minato confie à Naruto qu'il a confiance en lui. Grâce à cette déclaration, Naruto reprend courage et refoule Kyûbi, repassant en « mode ermite ». Naruto reprend alors le combat contre Tendô, parvenant à localiser Nagato grâce aux récepteurs de chakra utilisés par son adversaire ; puis il parvient à se défaire du dernier corps de Pain avec l’« Orbe Tourbillonnant ». |                 |                   |                  |                   |
| 48 | 4 novembre 2009 | 978-4-08-874748-4 | 7 mai 2010       | 978-2-5050-0870-5 |
| Titre du volume : Hourras au village !! (歓呼の里‼, Kanko no sato!!) Personnages en couverture : Jiraya, Jiraya jeune, Naruto, Nagato enfant, en arrière-plan le tout-premier manuscrit de JirayaListe des chapitres : - Ch. 443 : Face-à-face !! (対面‼, Taimen!!) - Ch. 444 : Réponse (答, Kotae) - Ch. 445 : Au sommet du monde (世界の天辺, Sekai no teppen) - Ch. 446 : Ces deux-là, et nul autre (ただ二人を守もりたい, Tada futari wo mamoritai) - Ch. 447 : La Foi (信じる, Shinjiru) - Ch. 448 : Souvenirs… !! (形見…‼, Katami…!!) - Ch. 449 : Fleur d'espoir (希望の花, Kibō no hana) - Ch. 450 : Hourras au village !! (歓呼の里‼, Kanko no sato!!) - Ch. 451 : Le Cas Sasuke !! (サスケの処分‼, Sasuke no shobun!!) - Ch. 452 : L’Étau Danzô se resserre !! (ダンゾウに迫る‼, Danzō ni semaru!!) - Ch. 453 : Veille de conseil… !! (五影会談前夜…‼, Gokage kaidan zen'ya…!!) |                 |                   |                  |                   |
| Naruto détruit le dernier corps de Pain, Tendô. En utilisant les récepteurs à chakra et le mode Ermite, il se dirige vers celui qui le manipulait, Nagato. Pendant ce temps, Hinata a survécu, soignée par Sakura. Grâce au chakra de Kyûbi combiné au mode ermite, Naruto résiste à Nagato, mais ne trouve pas la force de le tuer. Naruto demande alors à Nagato de raconter son histoire afin de pouvoir donner sa réponse. Nagato raconte alors son passé… Nagato a perdu ses parents, tués par erreur par des ninjas de Konoha, alors qu'il n'était encore qu'un enfant, lors de la 3e guerre ninja. Orphelin, il rencontre un chien qu’il adopte, Chibi. Alors qu’il s’apprête à mourir de faim, il fait la rencontre de Konan et de Yahiko. Tous les trois survivent en volant de la nourriture. Un jour, ils se retrouvent au milieu du combat entre Hanzô et les trois sannin ; Chibi meurt dans une explosion, et Yahiko décide de devenir fort pour changer l’avenir de leur pays ; ils décident d'apprendre le ninjutsu, et abordent les sannin ; Jiraya décide de rester pour les former… Il découvre un jour que Nagato a le Rinnegan quand ce dernier tue un ninja pour protéger Yahiko, et réconforte le jeune homme. Après le départ de Jiraya, Yahiko et ses deux amis acquièrent une certaine réputation dans le monde ninja en montant une association pour promouvoir la paix entre les principaux pays constamment en guerre. Hanzô, craignant pour sa suprématie sur Ame et voulant se débarrasser de ce nouveau leader gênant, s’associe à Danzô qui lui voulait de l’aide pour devenir Hokage pour leur tendre une embuscade. Prenant Konan en otage, ils forcent Nagato à tuer Yahiko, qui se précipite de lui-même sur le kunaï tenu par Nagato afin de sauver Konan. Devenant fou de rage, Nagato invoque le démon hérétique et tue un grand nombre de ninjas. Après avoir perdu la plupart des amis de son groupe, Nagato considère la vision de Jiraya comme une utopie et décide d’imposer sa propre vision de la paix en prenant le contrôle du monde via Akatsuki. À la suite de ces révélations, Naruto décide finalement de ne pas tuer Nagato et s'entête à continuer de croire aux convictions de Jiraya. Il sort le premier livre de Jiraya, inspiré par Nagato et dont le héros s’appelle Naruto. Nagato place finalement ses espoirs en Naruto et se sacrifie en ressuscitant les personnes tuées lors de l’attaque de Konoha. Konan place aussi ses espoirs en Naruto en lui offrant un bouquet de fleurs faits en papier et lui assure que le Pays de la Pluie sera à ses côtés pour réaliser ses rêves. Pendant ce temps, Sasuke décide de marcher sur Konoha avec son équipe Taka. De retour au village, Naruto est accueilli en héros par tous les habitants. Tsunade est dans le coma pour avoir utilisé trop de chakra afin de protéger les villageois, et un conseil se déroule donc pour choisir un Hokage par intérim ; Danzô est choisi par le seigneur du Pays du Feu. Trois ninjas de Kumo arrivent à Konoha pour demander l’autorisation de prendre Sasuke en chasse ; Danzô leur donne l’autorisation… Pendant que le village se reconstruit, Naruto et Sakura reçoivent la visite de Tazuna et d'Inari, devenu chapentier. Apprenant que Sasuke va être pourchassé, Naruto et Sakura décident d'aller voir Danzô, mais Kakashi les en empêche. Les deux amis demandent à Saï des informations sur Danzô mais ce dernier ne peut pas les leur donner à cause d’un sceau sur sa langue qui l’immobilise dès qu’il parle de la Racine. Entendant le nom de Sasuke, Omoï et Karui attaquent Naruto, Sakura et Saï pour leur extorquer des informations, les informant que Sasuke a capturé Killer Bee et rejoint l'organisation Akatsuki. Sasuke est arrêté par Madara en cours de route ; ce dernier informe Taka que Naruto a battu Pain et que Danzô, le responsable du destin d’Itachi a été élu Hokage et que le « Conseil des cinq kage » va bientôt avoir lieu ; Sasuke décide de changer de plan et d’aller tuer les kage ; Zetsu se scinde en deux et la partie blanche leur sert de guide. Naruto, voyant Sakura pleurer à la suite des révélations d'Omoï et Karui, décide malgré tout de leur donner des informations sur Akatsuki. A Suna, Gaara, Kankurô et Temari se préparent à partir pour le conseil. |                 |                   |                  |                   |
| 49 | 4 janvier 2010  | 978-4-08-874784-2 | 2 juillet 2010   | 978-2-5050-0871-2 |
| Titre du volume : Le Conseil des cinq Kage… !! (五影会談、開 幕…‼, Gokage kaidan, kaimaku…!!) Personnages en couverture : Les cinq Kage, Naruto, têtard qui s'occupe des listes des habitants du Mont MyôbokuListe des chapitres : - Ch. 454 : Les Kage entrent en scène… !! (五影登場…‼, Gokage tōjō…!!) - Ch. 455 : Le Lien… !! (繋がり…‼, Tsunagari…!!) - Ch. 456 : Le Départ de Naruto… !! (ナルト出発…‼, Naruto shuppatsu…!!) - Ch. 457 : Le Conseil des cinq Kage… !! (五影会談、開幕…‼, Gokage kaidan, kaimaku…!!) - Ch. 458 : Tensions au sommet… ! (五影の大論戦…‼, Gokage no dairosen…!!) - Ch. 459 : La Résolution de Sakura !! (サクラの決意‼, Sakura no ketsui!!) - Ch. 460 : Sasuke dans la nasse… ! (サスケ包囲網…！, Sasuke hōimō…!) - Ch. 461 : Les Nuages vs Le Faucon !! (雲隠れＶＳ❝鷹❞‼, Kumogakure VS "Taka"!!) - Ch. 462 : Le Nindô de Sasuke… !! (サスケの忍道…‼, Sasuke no nindō…!!) - Ch. 463 : Sasuke vs le Raikage !! (サスケＶＳ雷影‼, Sasuke bui esu Raikage!!) |                 |                   |                  |                   |
| Les cinq kage s'apprêtent à partir au conseil, tandis que Naruto se laisse battre sans se défendre plutôt que de livrer des informations sur Sasuke aux ninjas de Kumo. Danzô choisit ses gardes du corps pour le sommet. Saï intervient pour empêcher que Naruto ne continue de se faire battre par Karui, et Omoï intervient à son tour, lui expliquant qu'il est inutile de continuer ; Saï soigne ensuite les blessures de Naruto qui décide de partir au Pays du Fer rencontrer le Raikage avec Kakashi et Yamato. En route vers le sommet Danzô est attaqué par une vingtaine d’ANBU du Pays du Bois qu’il défait seul, sans l’aide de ses gardes du corps. Naruto et Kakashi piègent les ninjas postés par Danzô pour les surveiller et empêcher Naruto de quitter le village et partent vers le Pays du Fer, suivant les ninjas de Kumo en les pistant grâce à des graines de Yamato collées sous leurs chaussures. Sasuke, Suigetzu, Jûgo et Karin arrivent également au Pays du Fer, escortés par la partie blanche de Zetsu ; le pays est défendu non pas par des ninjas, mais par des samouraïs. Saï trahit Danzô, lui laissant croire que Naruto est toujours sous surveillance. Ce dernier aborde le Raikage et lui demande la grâce de Sasuke, qui est refusée malgré l’intercession de Kakashi et Yamato. Saï comprend d’après certains souvenirs que Naruto est amoureux de Sakura mais ne peut lui faire part de ses sentiments à cause de la promesse de ramener Sasuke. Il décide de rejoindre Sakura pour discuter avec elle. Le sommet commence entre les cinq kage et leur médiateur du Pays du Fer, Mifune ; le débat est houleux lorsque la question d’Akatsuki et de Madara Uchiwa est mise sur la table, chaque pays ne faisant pas confiance aux autres. Saï explique à Sakura que Naruto s'est laissé rouer de coups par les ninjas de Kumo afin de protéger Sasuke, et lui fait part des sentiments que Naruto éprouve pour elle. Il lui reproche d'avoir obligé Naruto à porter sur ses épaules le fardeau de sa promesse et d'être l'une des causes de ses souffrances, tout comme Sasuke. Pendant ce temps, les jeunes ninjas de Konoha, menés par Shikamaru décident de s’occuper eux-mêmes de Sasuke afin d’éviter une escalade de violence avec Kumo ; Shikamaru va l’annoncer à Sakura qui finit par sécher ses larmes et annonce vouloir les accompagner pour parler à Naruto. Au sommet, Mifune propose une alliance pour combattre Akatsuki et protéger les deux démons à queues restant, nommant Danzô comme le meilleur candidat pour la diriger ; cependant, Ao, garde du corps de la 5e Mizukage' utilise son Byakugan et découvre que Danzô utilise une technique pour influencer Mifune, grâce au Sharingan de Shisui Uchiwa. Zetsu apparaît au milieu des kage et annonce que Sasuke n’est pas loin. Le Raikage lui brise la nuque et décide de partir à la recherche de Sasuke avec ses gardes du corps C et Darui ; les samouraïs se dispersent également pour rechercher Sasuke. Madara aborde Naruto, Kakashi et Yamato pour leur parler afin de savoir comment Naruto a convaincu Nagato de le trahir ; Naruto lui demande où est Sasuke. Madara lui dit alors la vérité à propos de l’histoire d’Itachi et du pourquoi de la haine de Sasuke ; il lui raconte l’histoire du « Sage des six chemins » et de ses héritiers ayant fondé les clans Uchiwa et Senju et initié une chaîne de haîne expliquant le destin de Sasuke et Naruto. Les samouraïs retrouvent Sasuke et son équipe, mais sont dépassés par la puissance du jeune homme. Le Raikage et ses gardes du corps interviennenet et engagent le combat à leur tour, mettant l’équipe Hebi / Taka en difficulté. Jûgo passe au niveau 2 du sceau maudit, attaque seul le Raikage et finit par se faire battre. Sasuke engage alors un duel contre le Raikage et utilise Susanô pour la première fois, afin de se protéger. Combinant Susanô à Amaterasu pour parfaire son armure, il parvient à mettre en échec le Raikage qui sacrifie un bras pour le frapper, et s’apprête à tenter de l’achever d’un coup de pied… |                 |                   |                  |                   |
| 50 | 4 mars 2010     | 978-4-08-870011-3 | 3 septembre 2010 | 978-2-5050-0956-6 |
| Titre du volume : Duel à mort dans la prison aqueuse !! (水牢の死闘‼, Suirō no shitō!!) Personnages en couverture : Sabu, Naruto, Killer Bee, KisameListe des chapitres : - Ch. 464 : La Puissance des Ténèbres… !! (闇の力…‼, Yami no chikara…!!) - Ch. 465 : Assaut sur le Conseil !! (会談場襲撃！, Kaidanjō shūgeki!) - Ch. 466 : Combat dans la nasse !! (密室の大攻防戦‼, Misshitsu no daikōbōsen!!) - Ch. 467 : Déclaration de guerre (宣戦, Sensen) - Ch. 468 : Hachibi et Kyûbi (八尾と九尾, Hachibi to Kyūbi) - Ch. 469 : Sakura déclare sa flamme (サクラの告白‼, Sakura no kokuhaku!!) - Ch. 470 : Killer Bee vs Kisame !! (キラービーＶＳ鬼鮫‼, Kirābī bui esu Kisame!!) - Ch. 471 : Hachibi, version 2 !! (八尾、バージョン２‼, Hachibi, Bājon Tsū!!) - Ch. 472 : Duel à mort dans la prison aqueuse !! (水牢の死闘‼, Suirō no shitō!!) - Ch. 473 : My Brutha (ブラザー, Burazā) |                 |                   |                  |                   |
| Alors que le 4e Raikage s'apprête à donner un nouveau coup à Sasuke qui se protège avec Susanô et Amaterasu, Gaara intervient et l'en empêche ; il tente de convaincre Sasuke de ne pas sombrer dans les ténèbres, mais ce dernier ne veut rien entendre. S'ensuit alors un combat entre l'équipe de Gaara, Darui et Sasuke. Ce dernier parvient à leur échapper grâce au Susanô en faisant s’effondrer la salle, et suit Karin qui a repéré Danzô dans la salle du conseil. Ce dernier profite de la confusion pour s’échapper, poursuivi de Ao, tandis que Sasuke doit affronter la 5e Mizukage. Affaibli par son combat précédent, il ne peut résister à ses techniques de corrosion qui érodent son Susanô, mais Zetsu vient à son secours en neutralisant son adversaire et en lui fournissant du chakra. Sasuke se heurte alors au 3eTsuchikage et est sauvé par Madara. Ce dernier envoie Sasuke et Karin dans une dimension, puis explique aux kage son projet « Œil de la Lune » consistant à prendre le contrôle du monde ninja en faisant revivre un monstre antique, Jûbi, pour en devenir le jinchūriki et tenir tout le monde sous l’emprise d’un genjutsu ultime se reflétant sur la Lune. Les kage refusant de lui livrer Killer Bee et Naruto, il leur déclare alors la 4e grande guerre ninja. Les cinq kage décident donc de former une alliance entre les cinq grands pays et le Pays du Fer, et de placer Naruto et Killer Bee dans un endroit où ils seront en sécurité face aux menaces d’Akatsuki ; Kakashi est nommé temporairement Hokage par les autres kage. Pendant ce temps, Sakura retrouve Naruto et lui fait une déclaration d’amour à laquelle il ne croit pas ; elle souhaite que Naruto oublie la promesse qu'il lui a faite de ramener Sasuke à Konoha. Naruto ne veut rien savoir et souhaite toujours sauver Sasuke. Sakura décide alors de partir à la poursuite de Sasuke avec l'aide de Kiba, Rock Lee et Saï. Kisame a quant à lui retrouvé Killer Bee et engage contre lui un combat. Il rivalise face à la puissance de Hachibi grâce à son épée Samehada capable d’absorber de grandes quantités de chakra rapidement, et de le lui fournir pour le guérir quand il est blessé. Finalement, Kisame fusionne avec son épée pour donner un être aquatique puissant et invoque une énorme quantité d’eau qui transforme le combat en zone sous-marine ; nettement avantagé dans son milieu, il finit par épuiser Killer Bee et s’apprête à l’achever, quand Samehada le trahit, amoureuse du chakra de pieuvre de Hachibi. L’intervention du Raikage pour sauver son frère tourne au désavantage de Kisame qui finit décapité par un combo. Ao est piégé par le garde du corps de Danzô et sauvé in extremis par la 5e Mizukage ; Suigetsu et Jûgo sont arrêtés par les samouraïs du Pays du Fer, tandis que Saï, trahissant Sakura, avertit Naruto à l’aide d’un clone… |                 |                   |                  |                   |

### Tomes 51 à 60
| no | Japonais         | Japonais          | Français         | Français          |
| no | Date de sortie   | ISBN              | Date de sortie   | ISBN              |
| --- | ---------------- | ----------------- | ---------------- | ----------------- |
| 51 | 30 avril 2010    | 978-4-08-870033-5 | 5 novembre 2010  | 978-2-5050-0992-4 |
| Titre du volume : Sasuke vs Danzô… !! (サスケＶＳダンゾ ウ…‼, Sasuke bui esu Danzō…!!) Personnages en couverture : Danzô, Madara, Sasuke, Susanô en arrière-planListe des chapitres : - Ch. 474 : La Résolution du Hokage… !! (火影としての覚悟…‼, Hokage to shite no kakugo…!!) - Ch. 475 : Madara dévoile son jeu !! (マダラの真骨頂‼, Madara no shinkocchō!!) - Ch. 476 : Sasuke vs Danzô… !! (サスケＶＳダンゾウ…‼, Sasuke bui esu Danzō…!!) - Ch. 477 : Ne prononce plus son nom ! (イタチを語るな, Itachi wo kataruna) - Ch. 478 : Le Susanô de Sasuke… !! (サスケの＂須佐能乎＂…‼, Sasuke no "Susanō" kanzentai…!!) - Ch. 479 : Izanagi (イザナギ, Izanagi) - Ch. 480 : Sacrifice (犠牲, Gisei) - Ch. 481 : Le Trépas de Danzô !! (ダンゾウ死す‼, Danzō shisu!!) - Ch. 482 : Rien qu'une fois… (もう一度…, Mō ichido…) - Ch. 483 : Maître et disciple à nouveau !! (再びの師弟‼, Futatabi no shitei!!) |                  |                   |                  |                   |
| Saï explique à Naruto que Sakura est déterminée à retrouver Sasuke afin de l’éliminer elle-même. L’équipe de Gaara intervient et informe Naruto, Kakashi, Yamato et Saï de ce qu’il s’est passé au conseil des cinq kage et transmet la charge de Hokage par intérim à Kakashi. Gaara décide à son tour de parler à Naruto au sujet de Sasuke et lui conseille de faire le bon choix. Naruto se renferme sur lui-même, et subit sous l’émotion une crise d’hyperventilation. Pendant ce temps là, Madara intercepte Danzô et maîtrise ses gardes du corps Fû et Torune ; il fait alors apparaître Sasuke et Karin devant Danzô qui libère son bras sur lequel est greffé dix Sharingan. Avec Susanô, Sasuke maîtrise rapidement Danzô et lui fait avouer son implication dans le meurtre du clan Uchiwa par Itachi. Il l’écrase ou le consume avec Amaterasu alors plusieurs fois, mais Danzô semble mystérieusement survivre sans que Karin ne puisse détecter une illusion, parvenant jusqu’à immobiliser Sasuke par un sceau que ce dernier arrive à briser par sa haine. Alors qu’il le transperce avec l’arc de son Susanô, Danzô laisse apparaître sa maîtrise du Mokuton grâce à une greffe du visage du 1er Hokage ; Madara comprend alors qu’il s’est approprié la puissance des Uchiwa et des Senju en utilisant les connaissances d’Orochimaru dans le but de prendre le contrôle de Kyûbi. Il explique alors que Danzô utilise Izanagi, une technique interdite du clan Uchiwa pour transformer la réalité en illusion en l’échange du sacrifice d’un Sharingan. Danzô invoque un baku géant, parvenant à créer une brèche dans Susanô, mais Sasuke se débarrasse de l’animal en lui faisant avaler une boule de feu. Grâce à l’analyse de Karin et à une illusion du « Kaléidoscope hypnotique du Sharingan », Sasuke piège Danzô en lui faisant croire qu’Izanagi est toujours active et le transperce une fraction de seconde après la fin de la technique. Karin soigne Sasuke ; Danzô, refusant la défaite, prend Karin en otage, mais Sasuke les transperce tous les deux. À l’article de la mort, Danzô voit défiler le moment où son rival Hiruzen Sarutobi est devenu Hokage et où il a décidé de fonder la Racine pour protéger Konoha dans le secret. Il détruit l’œil de Shisui Uchiwa et active alors un sceau pour emporter Madara et Sasuke avec lui dans la mort, échouant de justesse. Pendant ce temps, Sakura demande à Kiba l’emplacement exact de Sasuke et tente d’endormir ses compagnons. Saï l’arrête et leur demande de ne pas poursuivre, espérant un renfort de Kakashi parti à leur poursuite à la suite des révélations de son clone ; il engage le combat contre Kiba, et Rock Lee et Sakura profite de la confusion pour tous les endormir et se diriger seule vers l’endroit où a eu lieu le combat entre Danzô et Sasuke. Ce dernier s’apprête à achever Karin (cette dernière revit le moment où elle a rencontré Sasuke durant l’examen chūnin) et à aller détruire Konoha, alors que Naruto parvient quant à lui à déjouer la surveillance de Yamato et à fuir la chambre où il était confiné pour partir aussi en direction de la zone du combat, utilisant ses sens en mode ermite. Sakura arrive sur les lieux et demande à Sasuke de l’emmener avec lui ; ce dernier lui demande d’achever Karin elle-même afin de lui montrer sa loyauté. Comprenant qu’elle cherche à le piéger, il l’attaque et s’apprête à la tuer, mais en est empêché par Kakashi qui a retrouvé leur piste. Ce dernier tente une dernière fois de convaincre Sasuke de renoncer à sa vengeance, mais celui-ci se moque de lui, lui demandant de ramener Itachi, ses parents et son clan, puis lui annonce qu’il a hâte de le tuer. Tandis que Sakura part soigner Karin, le combat est imminent entre le maître et son ancien élève… |                  |                   |                  |                   |
| 52 | 4 août 2010      | 978-4-08-870084-7 | 4 mars 2011      | 978-2-5050-1061-6 |
| Titre du volume : Réalités multiples (それぞれの第七班‼, Sorezore no Dainanahan!!) Personnages en couverture : Naruto, Sasuke, Kabuto en arrière-planListe des chapitres : - Ch. 484 : Réalités multiples (それぞれの第七班‼, Sorezore no Dainanahan!!) - Ch. 485 : Si loin, si proche… (近く…遠く…, Chikaku… Tōku…) - Ch. 486 : Passe d’armes (拳, Kobushi) - Ch. 487 : Le fracas des armes… !! (戦いの始まり…‼, Tatakai no hajimari…!!) - Ch. 488 : Aux quatre coins du monde (それぞれの里へ, Sorezore no sato e) - Ch. 489 : La Guerre embrase le monde shinobi… !! (忍界大戦へ向けて…‼, Ninkai taisen e mukete…!!) - Ch. 490 : La Vérité sur Kyûbi !! (九尾の真実‼, Kyūbi no shinjitsu!!)) - Ch. 491 : Le Confinement des Réceptacles !! (人柱力監禁‼, Jinchūriki kankin!!) - Ch. 492 : Salutations (あいさつ, Aisatsu) - Ch. 493 : Naruto des Ténèbres !! (闇ナルト‼, Yami Naruto!!) - Ch. 494 : Killer Bee et Motoï (キラービーとモトイ, Kirābī to Motoi) |                  |                   |                  |                   |
| Sakura, chargée de soigner Karin par Kakashi, est complètement bouleversée par la nouvelle attitude de Sasuke. Ce dernier tient tête à Kakashi qui est bien décidé à éliminer son ancien élève. Alors que Sasuke commence à perdre la vue en voulant trop renforcer son Susanô, Sakura en profite pour retenter sa chance de le tuer. Mais tourmentée par ses souvenirs, elle ne se résout pas à lui porter le coup. Sasuke tente alors de la tuer en se servant du kunaï empoisonné de Sakura. Cette dernière est sauvée in extremis par Naruto ayant retrouvé leur trace. Naruto essaye à nouveau de raisonner Sasuke, mais en vain : le jeune Uchiwa les informe qu'il a éliminé Danzô et qu'il est fermement décidé à tuer tout le monde pour restaurer son clan. Alors que Kakashi tente d’éloigner les deux jeunes ninjas pour tuer Sasuke, Naruto oppose son Orbe Tourbillonnant aux Mille Oiseaux de ce dernier. Sasuke déclare à Naruto qu’il n’a que deux choix : le tuer et devenir un héros ou se faire tuer et devenir un perdant. Aucune de ces deux options ne convient à Naruto. Le Zetsu blanc et Madara interviennent et interrompent le combat. Naruto réalise enfin qu'il est le seul à devoir éliminer Sasuke, quite à mourir avec lui, s'il veut sauver Konoha. Sasuke accepte de prendre Naruto pour cible principale. Sakura, surprise par la détermination de Naruto, se reproche d'être la même personne que trois ans auparavant, et ne peut faire qu'une seule chose : croire en ses compagnons. Sasuke part alors avec Madara et souhaite se faire greffer les yeux d'Itachi afin d'augmenter sa puissance pour « écraser » Naruto. Après le départ de Sasuke, Naruto s'évanouit soudainement à cause du kunaï empoisonné par Sakura récupéré par Sasuke. Pendant ce temps, Killer Bee rejoint les siens armé de Samehada ; le Zetsu noir enterre le corps de Kisame qui s’avère être un faux : Kisame est caché dans son épée. Kabuto semblant avoir maîtrisé sa greffe d’Orochimaru réapparaît, tuant des ninjas sur son passage. Les daimyo des cinq grands pays sont d'accord pour la création d’une grande alliance shinobi. Naruto, accompagné de Sakura, Kakashi et Karin, réveillent Kiba, Lee et Saï ; tous les ninjas rentrent dans leurs villages respectifs. Saï informe les membres de la Racine que leur maître Danzô est mort et que Kakashi va devenir Hokage. Naruto explique aux autres jeunes ninjas de Konoha sa décision de combattre Sasuke. Alors que Kakashi allait être nommé Hokage, Tsunade se réveille de son coma. Sasuke s’est fait greffer les yeux d’Itachi et commence à en ressentir la puissance. Au Mont Myôboku, les crapauds ermites discutent pour savoir si la clé de son sceau doit être donnée à Naruto. Le vieil ermite Oogama souhaite lui parler et voir son futur. Karin est interrogée par Ibiki tandis que Tsunade mange sans s’arrêter pour récupérer son chakra ; Kakashi lui explique la situation ; à Konoha, les élites préparent la guerre. Naruto est invoqué au Mont Myôboku où le vieil ermite lui annonce qu’il va rencontrer un poulpe et affronter Sasuke ; il lui montre la clé de son sceau et demande à Gerotora de se transférer dans Naruto. Pendant ce temps, Kabuto aborde Madara et lui propose de s’allier à lui ; il lui montre sa maîtrise de la « Réincarnation des âmes » en faisant apparaître les cinq membres morts d’Akatsuki ainsi qu’un sixième cercueil mystérieux qui persuade Madara d’accepter son aide en échange de Sasuke. Anko et d’autres ninjas de Konoha suivant la piste de Kabuto les voient ensemble ; Anko reste les espionner tandis que les autres partent prévenir Konoha. Gerotora explique à Naruto comment il devra vaincre Kyûbi le jour où il se servira de la clé en absorbant son chakra tout en évitant que sa « volonté » ne prenne le dessus ce qui signifierait la renaissance complète du démon ; Naruto souhaite tenter de séparer le chakra et la volonté de Kyûbi afin de pouvoir utiliser son pouvoir et vaincre Sasuke ; il avale Gerotora et retourne à Konoha, le vieil ermite lui annonçant qu’il trouvera le poulpe sur une île. Le Raikage convoque une réunion des chefs de l’alliance ; les autres annoncent à Tsunade qu’ils ont décidé de cacher Naruto et Killer Bee durant la guerre afin que Madara ne s’empare pas d’eux : ils seront cachés sur une île habitée par des animaux sauvages géants appartenant à Kumo. Sur un bateau, Naruto est escorté par Yamato, Gaï Maito et Aoba ; ils s’apprêtent à accoster lorsqu’ils sont attaqués par un calmar géant et secourus par Killer Bee. Ils sont accueillis par le gardien de l’île Motoï qui leur apprend que c’est l’île où Bee s’est entraîné pour contrôler parfaitement son démon. Naruto rend visite à ce dernier pour lui demander de l’aider afin de contrôler son démon, mais leur première rencontre ne se passe pas très bien car Naruto se moque de son rap, et Killer Bee lui claque la porte au nez. Naruto va chercher conseil auprès de Motoi qui le conduit à la « chute de la vérité ». Face à la cascade, Naruto rencontre son double négatif qui cherche à l’attirer à la haine en lui rappelant sa triste enfance et tous ses sentiments ; il commence à l’affronter mais se rend vite compte qu’ils sont de force égale et abandonne provisoirement le combat. Pendant ce temps, Hachibi semonce Killer Bee et lui dit qu’il devrait aider Naruto car ce dernier est un hôte comme lui et Kyûbi doit se faire dompter. Motoi annonce à Naruto qu’il devra vaincre son double et se débarrasser ainsi de sa haine, s’il veut avoir une chance de dominer son démon ; il raconte que trente ans auparavant, lorsqu’ils avaient cinq ans, il a cherché à tuer son ami Bee, une fois celui-ci devenu hôte, car Hachibi avait tué son père lorsque l’hôte précédent est devenu incontrôlable. Quand il a voulu poignarder Bee, ce dernier s’est retourné et lui a tendu son poing en souriant. Bien que hôte et détesté par tout le village, Bee est toujours resté souriant et fier pour l’honneur de son frère le Raikage. Sans haine, il est parvenu à maîtriser et dompter Hachibi et est devenu le héros de son village. Alors que Naruto s’isole pour réfléchir, le calmar géant attaque l’île et enlève Motoi ; sous la forme de Hachibi, Killer Bee le sauve et ils se tendent leurs poings ; Motoi se rend compte que Bee lui a immédiatement pardonné sa tentative de meurtre… |                  |                   |                  |                   |
| 53 | 4 novembre 2010  | 978-4-08-870126-4 | 1er juillet 2011 | 978-2-5050-1115-6 |
| Titre du volume : La Naissance de Naruto (ナルトの出生, Naruto no shusshō) Personnages en couverture : Minato, Naruto bébé, KushinaListe des chapitres : - Ch. 495 : L’Anéantissement du Naruto obscur !! (闇ナルト撃破‼, Yami Naruto gekiha!!) - Ch. 496 : Retrouvailles avec Kyûbi !! (再会九尾‼, Saikai Kyūbi!!) - Ch. 497 : Kyûbi vs Naruto !! (九尾ＶＳナルト‼, Kyūbi VS Naruto!!) - Ch. 498 : La Chevelure rousse de maman (母さんの赤い髪, Kā-san no akai kami) - Ch. 499 : Un nouveau sceau !! (新たなる封印‼, Aratanaru fūin!!) - Ch. 500 : La Naissance de Naruto (ナルトの出生, Naruto no shusshō) - Ch. 501 : Le Raid de Kyûbi !! (九尾襲来‼, Kyūbi shūrai!!) - Ch. 502 : Le Dernier Combat du 4e Hokage!! (四代目の死闘‼, Yondaime no shitō!!) - Ch. 503 : Minato et l’Emprisonnement des Morts !! (ミナトの屍鬼封尽‼, Minato no Shiki Fūjin!!) - Ch. 504 : Merci (ありがとう, Arigatō) |                  |                   |                  |                   |
| En voyant Naruto tenter de sauver Motoï, Killer Bee révise son jugement sur lui et décide d’assurer son apprentissage. Naruto retourne aux « Chutes de la vérité » afin d’affronter à nouveau son double subconscient sombre, et comprend que la manière de le vaincre est d’avoir une confiance absolue en lui-même, et foi en la confiance des autres à son égard. Killer Bee conduit alors Naruto et Yamato derrière la cascade et leur fait découvrir le lieu où Naruto doit affronter Kyûbi. Après avoir ouvert son sceau avec la clé, Naruto combat Kyûbi, aidé au début par Killer Bee. Après l’avoir mis à terre grâce à l’« Orbe shuriken », il tente de drainer son chakra, mais se fait submerger par la noirceur de la volonté du démon. La mère de Naruto, Kushina, fait alors son apparition et bloque Kyûbi avec son chakra particulier permettant d’enchaîner le démon. Elle raconte à Naruto comment Minato et elle se sont rencontrés à l’académie où sa première impression de lui fut mauvaise, et comment plus tard, Minato l’a délivrée lorsqu’elle fut enlevée par le village de Kumo, en suivant les cheveux qu’elle avait semés, avant de la complimenter sur sa chevelure. Avoir rencontré sa mère redonne de la force à Naruto, qui parvient à prendre l’ascendant sur le démon avec une série d’« Orbes tourbillonnants » géants et un « Orbe shuriken » en « Mode ermite ». Il lui arrache son chakra, en rejetant sa volonté au loin pour la sceller dans un endroit à part en lui avec le sceau du Sage des six chemins. Kushina lui raconte ensuite ce qui s'est passé le jour de sa naissance et les circonstances qui ont obligé Minato à sceller en lui Kyûbi pour contrer Madara Uchiwa. Elle était l’hôte précédent du démon, faisant partie du clan Uzumaki, un clan allié de Konoha vivant à Uzushio, spécialisé dans les sceaux. Alors que Kushina devait accoucher de Naruto dans un lieu secret, Madara a profité de ce moment, où le sceau retenant Kyûbi était affaibli, pour faire sortir le démon en prenant Naruto bébé en otage afin d’éloigner Minato. Madara a ensuite invoqué Kyûbi dans le village de Konoha, avant que Minato ne le rattrape, lui imposant un sceau l’empêchant de contrôler le démon. Minato a ensuite transporté Kyûbi à nouveau à l’endroit où était Kushina, et décidé de se sacrifier en scellant en lui la moitié du chakra du démon, et en Naruto l’autre moitié avec le reste de leurs chakra respectifs, afin de pouvoir rencontrer par la suite leur fils, tout en enlevant à Madara la possibilité d’utiliser Kyûbi à nouveau. Juste avant que Kushina ne disparaisse, Naruto est submergé par l’émotion en comprenant que ses parents se sont sacrifiés en lui confiant leurs espoirs, leur amour et la tâche de sauver le monde ninja. |                  |                   |                  |                   |
| 54 | 29 décembre 2010 | 978-4-08-870143-1 | 4 novembre 2011  | 978-2-5050-1289-4 |
| Titre du volume : Un pont pour la paix (平和への懸け橋, Heiwa e no kakehashi) Personnages en couverture : Gaï, Naruto, Kisame, Konan en arrière-planListe des chapitres : - Ch. 505 : Libération du chakra de Kyûbi !! (九尾チャクラ、開放‼, Kyūbi chakra, kaihō!!) - Ch. 506 : Gaï vs Kisame !! (ガイＶＳ鬼鮫‼, Gai bui esu Kisame!!) - Ch. 507 : Une vie de mensonges… !! (偽りの存在…‼, Itsuwari no sonzai…!!) - Ch. 508 : Comment meurt un shinobi (忍の死に様, Shinobi no shinizama) - Ch. 509 : Un pont pour la paix (平和への懸け橋, Heiwa e no kakehashi) - Ch. 510 : Une technique stupéfiante !! (まさかの禁術‼, Masaka no kinjutsu!!) - Ch. 511 : Rentrons ! (帰ってこよう, Kaettekoyō) - Ch. 512 : La Vérité de Zetsu !! (ゼツの真実‼, Zetsu no shinjitsu!!) - Ch. 513 : Kabuto vs Tsuchikage !! (カブトＶＳ土影‼, Kabuto bui esu Tsuchikage!!) - Ch. 514 : Les Desseins de Kabuto ! (カブトの目論見‼, Kabuto no mokuromi!!) |                  |                   |                  |                   |
| 55 | 21 avril 2011    | 978-4-08-870185-1 | 6 juillet 2012   | 978-2-5050-1428-7 |
| Titre du volume : Le Début de la Grande Guerre ! (大戦、開戦！, Taisen, kaisen!) Personnages en couverture : Zabuza, Haku, Sasori, Deidara, Naruto, Kyûbi en arrière-planListe des chapitres : - Ch. 515 : Le Début de la Grande Guerre ! (大戦、開戦！, Taisen, kaisen!) - Ch. 516 : Le Discours de Gaara (我愛羅の演説, Gaara no enzetsu) - Ch. 517 : La « Guerre » vue par Omoï !! (オモイの「戦争」‼, Omoi no "sensō"!!) - Ch. 518 : L’Offensive des unités d’attaque-surprise !! (奇襲部隊の攻防‼, Kishū butai no kōbō!!) - Ch. 519 : L’Orbe des Démons à Queues (尾獣玉, Bijū dama) - Ch. 520 : Le Secret de la Réincarnation des Âmes (穢土転生の秘密, Edo Tensei no himitsu) - Ch. 521 : L’armée passe à l'attaque !! (大連隊、戦闘開始‼, Dairentai, sentō kaishi!!) - Ch. 522 : Je suis déjà mort (死んだんだ, Shin danda) - Ch. 523 : Les Sept Ninjas Spadassins Légendaires !! (伝説の忍刀七人衆‼, Densetsu no Shinobigatana Shichininshū!!) - Ch. 524 : Des choses à protéger (守るべきもの, Mamorubekimono) |                  |                   |                  |                   |
| 56 | 3 juin 2011      | 978-4-08-870218-6 | 7 septembre 2012 | 978-2-5050-1486-7 |
| Titre du volume : L’Équipe Asuma de nouveau réunie ! (再会、アスマ班！, Saikai, Asuma han!) Personnages en couverture : Naruto, Kinkaku et Ginkaku, DaruiListe des chapitres : - Ch. 525 : Les Kage ressuscités !! (影、復活‼, Kage, fukkatsu!!) - Ch. 526 : Lutte acharnée pour le bataillon de Darui !! (激戦!ダルイ部隊!!, Gekisen! Darui butai!!) - Ch. 527 : Le Mot tabou (ＮＧワード, NG wādo) - Ch. 528 : « Désolé » (「だるい」を超えて, "Darui" wo koete) - Ch. 529 : Des liens en or (金色の絆, Konjiki no kizuna) - Ch. 530 : La Détermination de Chôji (チョウジの決意, Chōji no ketsui) - Ch. 531 : L’Équipe Asuma de nouveau réunie ! (再会、アスマ班!, Saikai, Asuma han!) - Ch. 532 : La Conclusion du combat « Mifune vs Hanzô » !! (ミフネＶＳ半蔵、決着‼, Mifune bui esu Hanzō, ketchaku!!) - Ch. 533 : Le Serment (誓いの時, Chikai no toki) - Ch. 534 : Les Adieux au trio « Ino-Shika-Chô » !! (さらば猪鹿蝶‼, Saraba Inoshikachō!!) |                  |                   |                  |                   |
| 57 | 4 août 2011      | 978-4-08-870271-1 | 2 novembre 2012  | 978-2-5050-1552-9 |
| Titre du volume : Naruto part en guerre… !! (ナルト戦場へ…‼, Naruto senjō e…!!) Personnages en couverture : Naruto, Killer Bee au premier plan, Hachibi, Kyûbi, Tobi et la statue du Démon des Enfers en arrière-planListe des chapitres : - Ch. 535 : Le Message d’Iruka (イルカの説得, Iruka no settoku) - Ch. 536 : Naruto part en guerre… !! (ナルト戦場へ…‼, Naruto senjō e…!!) - Ch. 537 : La Tombée de la nuit… !! (夜へ…‼, Yoru e…!!) - Ch. 538 : L’Interrogatoire (詰問, Kitsumon) - Ch. 539 : Une nuit sanglante… !! (血の夜…‼, Chi no yoru…!!) - Ch. 540 : La Stratégie de Madara !! (マダラの作戦‼, Madara no sakusen!!) - Ch. 541 : Le Raikage vs Naruto !? (雷影ＶＳナルト⁉, Raikage bui esu Naruto!?) - Ch. 542 : Le plus Puissant Tandem de tous les temps !! (最強タッグ秘話‼, Saikyō taggu hiwa!!) - Ch. 543 : Des paroles inoubliables (捨てられねェ言葉, Suterarenē kotoba) - Ch. 544 : Les Deux Soleils !! (二つの太陽‼, Futatsu no taiyō!!) |                  |                   |                  |                   |
| 58 | 4 novembre 2011  | 978-4-08-870302-2 | 1er mars 2013    | 978-2-5050-1765-3 |
| Titre du volume : Naruto vs Itachi !! (ナルトＶＳイタチ！！, Naruto bui esu Itachi!!) Personnages en couverture : Naruto, Itachi, un corbeau, Susanô en arrière-planListe des chapitres : - Ch. 545 : Une armée d’immortels !! (不死身軍団‼, Fujimi gundan!!) - Ch. 546 : Anciens Kage contre nouveaux Kage !! (新旧影対決‼, Shinkyū kage taiketsu!!) - Ch. 547 : La Véritable Valeur !! (価値あるもの‼, Kachi aru mono!!) - Ch. 548 : Naruto vs Itachi !! (ナルトＶＳイタチ‼, Naruto VS Itachi!!) - Ch. 549 : La Question d’Itachi !! (イタチの問い‼, Itachi no toi!!) - Ch. 550 : « Les Déités Célestes » (別天神, Kotoamatsukami) - Ch. 551 : Il faut arrêter Nagato !! (長門を止めろ‼, Nagato wo tomero!!) - Ch. 552 : La Condition pour devenir Hokage… !! (火影の条件…‼, Hokage no jōken…!!) - Ch. 553 : Arrivée sur le front principal !! (主戦場到着‼, Shusenjō tōchaku!!) - Ch. 554 : Les Limites de l’Orbe Shuriken… !! (螺旋手裏剣の限界…‼, Rasenshuriken no genkai…!!) - Ch. 555 : Contradiction (矛盾, Mujun) |                  |                   |                  |                   |
| 59 | 3 février 2012   | 978-4-08-870368-8 | 21 juin 2013     | 978-2-5050-1842-1 |
| Titre du volume : Côte à côte… !! (五影集結…‼, Gokage shūketsu…!!) Personnages en couverture : Naruto, Tsunade, Meï Terumi, A, Oonoki, Gaara, Madara en arrière-planListe des chapitres : - Ch. 556 : Gaara vs le 2° Mizukage !! (我愛羅ＶＳ水影‼, Gaara bui esu Mizukage!!) - Ch. 557 : Les Brumes du Tyran !! (蒸危暴威, Jōki Bōi) - Ch. 558 : L’Atout de Kabuto… !! (カブトの切り札…‼, Kabuto no kirifuda…!!) - Ch. 559 : L’Arrivée des renforts… !! (増援到着…‼, Zōen tōchaku…!!) - Ch. 560 : Madara Uchiwa (うちはマダラ, Uchiha Madara) - Ch. 561 : Le Pouvoir d'un nom (その名の力, Sono na no chikara) - Ch. 562 : La Dignité retrouvée (己を拾う場所, Onore wo hirō basho) - Ch. 563 : Côte à côte… !! (五影集結…‼, Gokage shūketsu…!!) - Ch. 564 : L’Homme qui n'était personne (誰でもない男, Dare de mo nai otoko) - Ch. 565 : Réceptacles contre Réceptacles !! (人柱力ＶＳ人柱力‼, Jinchūriki bui esu Jinchūriki!!) |                  |                   |                  |                   |
| 60 | 2 mai 2012       | 978-4-08-870417-3 | 6 septembre 2013 | 978-2-5050-1843-8 |
| Titre du volume : Kurama (九喇嘛‼, Kurama!!) Personnages en couverture : Naruto, les neuf Démons à queuesListe des chapitres : - Ch. 566 : La Pupille et le Fauve (眼と獣, Me to Kemono) - Ch. 567 : Le Réceptacle du village des Feuilles (木ノ葉の里の人柱力, Konoha no sato no Jinchūriki) - Ch. 568 : Yonbi, roi des Singes Ermites (四尾：仙猴の王, Yonbi - Sen'en no Ō) - Ch. 569 : La Meilleure des preuves !! (意志の証明‼, Ishi no shōmei!!) - Ch. 570 : Kurama (九喇嘛‼, Kurama!!) - Ch. 571 : Mode Bijû !! (尾獸モード‼, Bijū mōdo!!) - Ch. 572 : Neuf noms (九つの名前, Kokonotsu no namae) - Ch. 573 : Chemin de clarté (輝きへと続く道, Kagayaki e to tsuzuku michi) - Ch. 574 : L'Œil rivé sur les ténèbres (闇を見る眼, Yami wo miru me) - Ch. 575 : Une volonté de pierre (石の意志, Ishi no ishi) |                  |                   |                  |                   |

### Tomes 61 à 70
| no | Japonais         | Japonais          | Français          | Français          |
| no | Date de sortie   | ISBN              | Date de sortie    | ISBN              |
| --- | ---------------- | ----------------- | ----------------- | ----------------- |
| 61 | 27 juillet 2012  | 978-4-08-870477-7 | 6 décembre 2013   | 978-2-5050-1959-6 |
| Titre du volume : Frères unis dans le combat !! (兄弟、共闘‼, Kyōdai, kyōtō!!) Personnages en couverture : Naruto, Tobi en arrière-plan, Sasuke, Itachi en second-plan, Kabuto en premier-planListe des chapitres : - Ch. 576 : Le Chemin des retrouvailles (再会の道標, Saikai no michishirube) - Ch. 577 : Une lame de haine (憎しみの刃, Nikushimi no yaiba) - Ch. 578 : Faiblesse et Désespoir !! (絶望の弱点‼, Zetsubō no jakuten!!) - Ch. 579 : Frères unis dans le combat !! (兄弟、共闘‼, Kyōdai, kyōtō!!) - Ch. 580 : Du temps entre frères (兄弟の時間, Kyōdai no jikan) - Ch. 581 : Chacun son Konoha (それぞれの木ノ葉, Sorezore no Konoha) - Ch. 582 : Rien du tout (何も無い, Nani mo Nai) - Ch. 583 : Qui es-tu ? (これは誰だ？, Kore wa Dare da?) - Ch. 584 : Kabuto Yakushi (薬師カブト, Yakushi Kabuto) - Ch. 585 : Pour m’accomplir moi-même (ボクがボクであるために, Boku ga boku de aru tame ni) - Ch. 586 : L’Activation d’Izanami (イザナミ発動, Izanami hatsudō) - Ch. 587 : À 9 heures… (９時になったら, Kuji ni nattara)  |                  |                   |                   |                   |
| 62 | 4 octobre 2012   | 978-4-08-870515-6 | 7 mars 2014       | 978-2-5050-6019-2 |
| Titre du volume : Fissure (皹, Hibi) Personnages en couverture : Kakashi et Gaï au premier plan, Naruto au milieu, Madara et son Susanô en arrière-planListe des chapitres : - Ch. 588 : Le Fardeau (影を背負う, Kage o seō) - Ch. 589 : La Révocation d'Edotensei (穢土転生の術・解, Edo tensei no Jutsu: kai) - Ch. 590 : Je t’aimerai toujours (お前をずっと愛している, Omae wo zutto aishiteiru) - Ch. 591 : La Faille (リスク, Risuku) - Ch. 592 : Le Troisième Pouvoir (第三勢力, Daisan seiryoku) - Ch. 593 : Orochimaru ressuscité (復活の大蛇丸, Fukkatsu no Orochimaru) - Ch. 594 : Le Créateur (祖たるもの, Sotarumono) - Ch. 595 : Fissure (皹, Hibi) - Ch. 596 : Une seule technique (一つの術, Hitotsu no jutsu) - Ch. 597 : Les Arcanes du Ninjutsu spatio-temporel (時空間忍術の秘密, Jikūkan ninjutsu no himitsu) |                  |                   |                   |                   |
| 63 | 28 décembre 2012 | 978-4-08-870550-7 | 4 juillet 2014    | 978-2-5050-6083-3 |
| Titre du volume : Monde onirique (夢の世界, Yume no sekai) Personnages en couverture : Obito en arrière-plan, Kakashi, Naruto au milieuListe des chapitres : - Ch. 598 : Pulvérisation !!!! (粉砕‼‼, Funsai!!!!) - Ch. 599 : Obito Uchiwa (うちはオビト, Uchiha Obito) - Ch. 600 : Pourquoi ? (なぜ今まで, Naze Ima Made) - Ch. 601 : Obito et Madara (オビトとマダラ, Obito to madara) - Ch. 602 : Vivant (生きている, Ikiteiru) - Ch. 603 : Rééducation (リハビリ, Rihabiri) - Ch. 604 : Funestes Retrouvailles (再会、そして…, Saikai, soshite…) - Ch. 605 : Enfer (地獄, Jigoku) - Ch. 606 : Monde onirique (夢の世界, Yume no sekai) - Ch. 607 : Aucune espèce d'importance (どうでもいいんだよ, Dōdemo iinda yo) |                  |                   |                   |                   |
| 64 | 4 avril 2013     | 978-4-08-870628-3 | 5 septembre 2014  | 978-2-5050-6084-0 |
| Titre du volume : Jûbi (十尾, Jūbi) Personnages en couverture : Hinata et Naruto au premier plan, Neji au centre, l'alliance ninja et Jûbi en arrière-planListe des chapitres : - Ch. 608 : La Décision de Kakashi !! (カカシの決意‼, Kakashi no ketsui!!) - Ch. 609 : La Fin (終わり, Owari) - Ch. 610 : Jûbi (十尾, Jūbi) - Ch. 611 : Arrivée (到着, Tōchaku) - Ch. 612 : L'Art de l’Alliance Shinobi (忍連合軍の術‼, Shinobi Rengōgun no Jutsu!!) - Ch. 613 : La Tête (頭, Atama) - Ch. 614 : Pour toi (お前に, Omae ni) - Ch. 615 : Reliés (繋がれるもの, Tsunagareru mono) - Ch. 616 : La Danse des shinobis (忍び舞う者たち, Shinobimau monotachi) - Ch. 617 : La Danse des shinobis, acte 2 (忍び舞う者たち 其ノ弐, Shinobimau monotachi - Sono ni) |                  |                   |                   |                   |
| 65 | 4 juillet 2013   | 978-4-08-870661-0 | 21 novembre 2014  | 978-2-5050-6126-7 |
| Titre du volume : Hashirama et Madara (柱間とマダラ, Hashirama to Madara) Personnages en couverture : Les quatre premiers Hokage de dos au premier plan, Madara, Sasuke et Hashirama en arrière-planListe des chapitres : - Ch. 618 : Le Temps des réponses (全てを知る者たち, Subete wo shiru monotachi) - Ch. 619 : Un clan possédé par le mal (悪に憑かれた一族, Aku ni tsukareta ichizoku) - Ch. 620 : Senju Hashirama (千手柱間, Senju Hashirama) - Ch. 621 : Hashirama et Madara (柱間とマダラ, Hashirama to Madara) - Ch. 622 : Objectif atteint (届いた, Todoita) - Ch. 623 : Vue d’ensemble (一望, Ichibō) - Ch. 624 : Égalité (相子, Aiko) - Ch. 625 : Le Véritable rêve (本当の夢, Hontō no yume) - Ch. 626 : Hashirama et Madara, acte 2 (柱間とマダラ 其ノ弐, Hashirama to Madara - Sono ni) - Ch. 627 : La Réponse de Sasuke (サスケの答え, Sasuke no kotae) |                  |                   |                   |                   |
| 66 | 4 septembre 2013 | 978-4-08-870801-0 | 6 mars 2015       | 978-2-5050-6165-6 |
| Titre du volume : Protection mutuelle (新たなる三竦み, Aratanaru sansukumi) Personnages en couverture : Aoda, Gamakichi et Katsuyu au premier plan, Sasuke, Naruto et Sakura en arrière-plan.Liste des chapitres : - Ch. 628 : Ici et à partir de maintenant (ここに、そしてこれから, Koko ni, Soshite kore kara) - Ch. 629 : Trou béant (風穴, Kazaana) - Ch. 630 : Combler (埋めるもの, Umeru mono) - Ch. 631 : L’Équipe 7 (第七班, Dai nana han) - Ch. 632 : Combat côte à côte (共闘, Kyōtō) - Ch. 633 : Vers l’avant (前へ, Mae e) - Ch. 634 : Protection mutuelle (新たなる三竦み, Aratanaru sansukumi) - Ch. 635 : Un vent nouveau (新しい風, Atarashī kaze) - Ch. 636 : L’Obito d’aujourd’hui (今のオビトを, Ima no Obito o) - Ch. 637 : Le Réceptacle de Jûbi (十尾の人柱力, Jūbi no Jinchūriki) |                  |                   |                   |                   |
| 67 | 4 décembre 2013  | 978-4-08-870849-2 | 3 juillet 2015    | 978-2-5050-6166-3 |
| Titre du volume : La Brèche (突破口, Toppakō) Personnages en couverture : Minato et Naruto au premier plan, Obito en arrière-plan.Liste des chapitres : - Ch. 638 : Obito, réceptacle de Jûbi (十尾の人柱力・オビト, Jūbi no Jinchūriki - Obito) - Ch. 639 : L’Assaut (襲, Asō) - Ch. 640 : Enfin ! (やっとだよ, Yatto da yo) - Ch. 641 : Fer de lance (君らがメインだ‼, Kimira ga mein da!!) - Ch. 642 : La Brèche (突破口, Toppakō) - Ch. 643 : Poings joints (合わせる拳…‼, Awaseru kobushi…!!) - Ch. 644 : Je sais (分かってる, Wakatteru) - Ch. 645 : Deux Puissances (二つの力…‼, Futatsu no chikara…!!) - Ch. 646 : L’Arbre divin (神樹, Shinju) - Ch. 647 : Regrets (後悔, Kōkai) |                  |                   |                   |                   |
| 68 | 4 mars 2014      | 978-4-08-880023-3 | 11 septembre 2015 | 978-2-5050-6167-0 |
| Titre du volume : Sillon (轍, Wadachi) Personnages en couverture : Kakashi, Lin et Obito au premier plan, Naruto en arrière-plan.Liste des chapitres : - Ch. 648 : Rêve de shinobis (忍の夢…‼, Shinobi no yume…!!) - Ch. 649 : La Volonté des shinobis (忍の意志, Shinobi no ishi) - Ch. 650 : Au pays des songes (眠るのは, Nemuru no wa) - Ch. 651 : Comblés (埋めたもの, Umeta mono) - Ch. 652 : L’Empreinte de Naruto (ナルトの轍, Naruto no wadachi) - Ch. 653 : Je te regarde (ちゃんと見てる, Chanto miteru) - Ch. 654 : Je suis Obito Uchiwa (うちはオビトだ, Uchiha Obito da) - Ch. 655 : Sillons (轍, Wadachi) - Ch. 656 : Substitution (交代, Kōtai) - Ch. 657 : Madara Uchiwa est de retour (うちはマダラ、参る, Uchiha Madara, mairu) |                  |                   |                   |                   |
| 69 | 2 mai 2014       | 978-4-08-880054-7 | 6 novembre 2015   | 978-2-5050-6190-8 |
| Titre du volume : Un printemps écarlate (紅き春の始まり, Akaki haru no hajimari) Personnages en couverture : Gaï au premier plan. Lee et Daï Maito au second plan, Naruto en arrière-plan.Liste des chapitres : - Ch. 658 : Les Bijūs contre Madara…!! (尾獣ＶＳマダラ…‼, Bijū bāsasu Madara…!!) - Ch. 659 : Les Limbes… ! (輪墓・辺獄…‼, Rinbo - Hengoku…!!) - Ch. 660 : Véritable Cœur (裏の心, Ura no kokoro) - Ch. 661 : Un monde qui a échoué (失敗した世界, Shippaishita sekai) - Ch. 662 : Le Rideau tombe (本当の終わり, Hontō no owari) - Ch. 663 : Quoi qu'il m'en coûte ! (絶対に, Zettai ni) - Ch. 664 : Le Père (父親だから, Chichioya dakara) - Ch. 665 : Celui que je suis désormais… (今のオレは, Ima no ore wa) - Ch. 666 : Les Kaléidoscopes (２つの万華鏡, Futatsu no Mangekyō) - Ch. 667 : Le Crépuscule de jade (蒼き日の終わり, Aoki hi no owari) - Ch. 668 : Un printemps écarlate (紅き春の始まり, Akaki haru no hajimari)                                                                                                  |                  |                   |                   |                   |
| 70 | 4 août 2014      | 978-4-08-880151-3 | 4 mars 2016       | 978-2-5050-6356-8 |
| Titre du volume : Naruto et l’Ermite Rikudô… ! (ナルトと六道仙人…‼, Naruto to Rikudō Sennin…!!) Personnages en couverture : Sasuke et Naruto au premier plan, Madara et Hashirama au second plan, Indra et Asura en troisième plan, Hagoromo et Kaguya en arrière-plan.Liste des chapitres : - Ch. 669 : La Levée des verrous psychiques… !! (八問遁甲の陣…‼, Hachimon tonkō no jin…!!) - Ch. 670 : L’Homme du commencement (始まりのもの…‼, Hajimari no mono…!!) - Ch. 671 : Naruto et l’Ermite Rikudô… ! (ナルトと六道仙人…‼, Naruto to Rikudō Sen'nin…!!) - Ch. 672 : Gaï de la nuit (夜ガイ…‼, Yagai…!!) - Ch. 673 : À nous deux (オレらで…‼, Orera de…!!) - Ch. 674 : Le Rinnegan de Sasuke (サスケの輪廻眼…‼, Sasuke no Rinnegan…!!) - Ch. 675 : Ton rêve d’aujourd’hui (今の夢, Ima no yume) - Ch. 676 : Le Rêve éternel (無限の夢, Mugen no yume) - Ch. 677 : Les Arcanes lunaires infinis (無限月読, Mugen Tsukuyomi) - Ch. 678 : Ma volonté (オレノ意志ハ, Ore no ishi wa) - Ch. 679 : Au commencement (はじまりのもの, Hajimari no mono) |                  |                   |                   |                   |

### Tomes 71 à 72
| no | Japonais        | Japonais          | Français        | Français          |
| no | Date de sortie  | ISBN              | Date de sortie  | ISBN              |
| --- | --------------- | ----------------- | --------------- | ----------------- |
| 71 | 4 novembre 2014 | 978-4-08-880208-4 | 8 juillet 2016  | 978-2-5050-6505-0 |
| Titre du volume : Je vous adore (大好きだ, Daisuki da) Personnages en couverture : Naruto, Sasuke et Sakura au premier plan, Kakashi en arrière-plan. Couverture collector: Naruto et Kyubi au premier plan, Sasuke, Sakura et Kakashi en arrière-plan.Liste des chapitres : - Ch. 680 : À nouveau (もう一度, Mō ichido) - Ch. 681 : Les Larmes de Kaguya (カグヤの涙, Kaguya no namida) - Ch. 682 : T’avais encore jamais vu ça, hein ?! (見たことねーだろ, Mita koto nē daro) - Ch. 683 : Un rêve en commun (お前と同じ夢をみた, Omae to onaji yume o mita) - Ch. 684 : Une bonne fois pour toutes !! (殺しておくべきだ, Koroshite okubeki da) - Ch. 685 : Maximum (ありったけの…‼, Arittake no…!!) - Ch. 686 : Ceux qui restent (残せし者と継ぎし者, Nokoseshi mono to tsugishi mono) - Ch. 687 : Quoi qu'il advienne ! (お前は必ず, Omae wa kanarazu) - Ch. 688 : Sharingans… !! (写輪眼の…‼, Sharingan no…!!) - Ch. 689 : Je vous adore ! (大好きだ, Daisuki da) - Ch. 690 : Ninja (忍者の…‼, Ninja no…!!) |                 |                   |                 |                   |
| 72 | 4 février 2015  | 978-4-08-880220-6 | 4 novembre 2016 | 978-2-5050-6506-7 |
| Titre du volume : Naruto Uzumaki !! (うずまきナルト‼, Uzumaki Naruto!!) Personnages en couverture : NarutoListe des chapitres : - Ch. 691 : Félicitations !! (おめでとう, Omedetō) - Ch. 692 : Révolution !! (革命, Kakumei) - Ch. 693 : La Même Issue (ここでまた, Koko de mata) - Ch. 694 : Naruto et Sasuke, acte I (ナルトとサスケ①, Naruto to Sasuke 1) - Ch. 695 : Naruto et Sasuke, acte II (ナルトとサスケ②, Naruto to Sasuke 2) - Ch. 696 : Naruto et Sasuke, acte III (ナルトとサスケ③, Naruto to Sasuke 3) - Ch. 697 : Naruto et Sasuke, acte IV (ナルトとサスケ④, Naruto to Sasuke 4) - Ch. 698 : Naruto et Sasuke, acte V (ナルトとサスケ⑤, Naruto to Sasuke 5) - Ch. 699 : Le Signe de réconciliation (和解の印, Wakai no in) - Ch. 700 : Naruto Uzumaki !! (うずまきナルト‼, Uzumaki Naruto!!) |                 |                   |                 |                   |

### Naruto Gaiden
| no | Japonais       | Japonais          | Français       | Français          |
| no | Date de sortie | ISBN              | Date de sortie | ISBN              |
| --- | -------------- | ----------------- | -------------- | ----------------- |
| 1 | 4 août 2015    | 978-4-08-880468-2 | 6 janvier 2017 | 978-2-5050-6528-9 |
| Titre du volume : Naruto Gaiden : Le 7ème Hokage et la Lune écarlate (NARUTO 外伝 〜七代目火影と緋色の花つ月〜, Naruto Gaiden : Nanadaime Hokage to Akairo no Hanatsuzuki) Personnages en couverture : Naruto au premier plan, Sarada & Chôchô Akimichi au second plan, Shin Uchiwa & Orochimaru en arrière-plan.Liste des chapitres : - Ch. 700+1 : Uchiwa Sarada (うちはサラダ, Uchiha Sarada) - Ch. 700+2 : Le Garçon au Sharingan (写輪眼の少年…‼, Sharingan no shōnen…!!) - Ch. 700+3 : Une rencontre hasardeuse (1) (邂逅①, Kaikō 1) - Ch. 700+4 : Une rencontre hasardeuse (2) (邂逅②, Kaikō 2) - Ch. 700+5 : L'Avenir (未来は, Mirai wa) - Ch. 700+6 : Une espèce qui a cessé d'évoluer (進化無き種, Shinkanaki shu) - Ch. 700+7 : L'Esclave eugénique (遺伝子の奴隷, Idenshi no dorei) - Ch. 700+8 : Ce qui importe (本物, Honmono) - Ch. 700+9 : Je te protégerai (私が守る, Watashi ga Mamoru) - Ch. 700+10 : Le Changement dans ses yeux (その眼に写るもの, Sono me ni utsurumono) |                |                   |                |                   |